# Börnsen
Börnsen è un comune di 4 783 abitanti abitanti dello Schleswig-Holstein, in Germania.
Appartiene al circondario (Kreis) del Ducato di Lauenburg (targa RZ) ed è parte della comunità amministrativa (Amt) di Hohe Elbgeest.